# Perissa lewisi
Perissa lewisi är en tvåvingeart som beskrevs av Ronald Henry Lambert Disney 1979. Perissa lewisi ingår i släktet Perissa och familjen puckelflugor.
Artens utbredningsområde är Senegal. Inga underarter finns listade i Catalogue of Life.